# 갑술환국
갑술환국(甲戌換局)은 1694년(숙종 20년) 4월 1일에 발생한 숙종 시대의 3차 환국으로, 기사환국이 발생한 1689년 2월 2일 이후로 정권을 집권해온 남인이 몰락하고, 기사환국 때 몰락했던 서인(노론·소론)이 재집권한 사건이다.

## 과정
기록 상으로는 숙종 20년(1694년) 3월 23일, 민암이 한성 내 노·소론가의 자제들이 재물을 모아 환관·폐인(嬖人)과 척가(戚家)에게 뇌물을 써서 거짓말과 허위의 풍문(風聞)을 만들어 내어 조신(朝紳)을 헐뜯고 인심(人心)을 불안하게 하여 음험하게 간악한 짓을 시행하려는 계획을 만든다는 함이완의 내부고발이 있음을 아뢰었다. 이에 숙종은 이들을 모두 체포하여 의금부로 하여금 엄중히 조사토록 허가하고, 특별히 엄한 형벌을 쓰라고 명하였다. 3월 25일, 왕비 장씨(희빈 장씨)의 오라비인 우윤 겸 포도대장 장희재가 소론과 친분이 있어 왕래해온 것을 사죄하며 사직서를 제출하였지만 숙종은 곡절이 있을 테니 작은 일에 불안해하지 말라며 위로했다. 장희재의 뇌물수수 혐의는 26일의 국문 과정 중에 장희재가 자리에 있었으나 뇌물은 받지 않았다는 죄인 측의 증언으로 무죄판결되었다.
3월 26일, 한중혁(韓重爀)·김춘택·이진명·이후성(李後成)·이기정·김도명·이동번(李東蕃)·변진영(邊震英)·유복기(兪復基)·이시도(李時棹)·이시회(李時檜) 등이 체포되었다. 이 중, 지방 거부(巨富) 출신 무인(武人) 이시도가 '한중혁(소론) 부자(父子)가 남인을 제거할 목적으로 남인의 삼대장(三大將: 훈련 도감·수어영·금위영)이 종실 의원군을 왕으로 세울 역모를 꾸민다고 무고하려고 했다. 한중혁은 이 계획을 동평군이 알면 반드시 기뻐할 것이다고도 했다.'고 거짓 토설을 하니, 숙종은 분개하여 이시도를 더욱 엄히 고문할 것을 허가하고 국청을 확대시킨다. 이 과정 중, 피의자들이 효종의 딸이자 숙종에겐 고모가 되는 숙안공주·숙명공주·숙휘공주가 노론의 대표인 김춘택과 손을 잡고 환국 도모에 동참했음을 내세우자, 민암을 위시한 남인이 세 공주를 엄히 다스릴 수밖에 없음을 일제히 상소하여 숙안공주 자매는 물론 숙종의 여동생인 명안공주의 유가족조차 화(죽음)를 피하기 어려워졌다.
3월 29일, 유생 김인이 고변서를 올려 신천 군수(信川郡守) 윤희(尹憘)와 훈국 별장(訓局別將) 성호빈(成虎彬) 등이 반역(反逆)을 도모하는데 장희재도 참여하였으며, 민암·오시복·목창명도 서로 연결되어 있는 것을 직접 들은 것과 장희재가 1693년에 숙빈 최씨(당시 숙원)의 외숙모 일가에게 돈을 주고 회임 중인 최씨를 독살토록 사주하는 것을 자신이 목격했다고 고발했다. 이에, 민암·장희재 등이 숙종에게 억울함을 토로하였으며 숙종은 김인의 고변이 허황되어 믿지 않는다며 이들을 위로했다.
그러나 다음날인 4월 1일, 숙종은 돌연 집권 여당인 남인을 정계에서 전면 축출하고 야당으로 밀려 있던 소론의 집권 체제로 다시 전환하되 기사환국 때 정계에서 축출시켰던 노론을 일부 복관하여 남인의 감찰 수사역을 전담시키는데 이를 갑술환국이라고 한다. 이는 1689년 기사환국 때와 흡사한 형태로, 이 때 숙종은 집권 여당이었던 노론을 정계에서 축출하고 1683년의 노소분당 이후 집권당인 노론의 탄압을 받아왔던 야당 소론을 집권당으로 세우되 1680년 경신환국 때 정계에서 축출되어 서인(중 노론)에게 역당으로 몰려 대거 살육되었던 남인을 복관해 노론의 감찰 수사를 전담시켰었다. 단, 차이가 있다면 1689년엔 남인이 노론의 감찰 수사를 맡아 보복성 처단을 하는 과정에서 소론이 노론에 대한 온건 처벌을 주도하다가 결국 남인이 집권 여당으로 전환되고 소론은 야당으로 밀려나는 결과가 됐던 것에 반해 이 갑술환국 후에는 1701년 신사환국이 있기까지 소론 정권이 유지됐다는 것이다. 이는 숙종이 노론을 경계했던 탓도 있겠으나 기사환국 당시 집권당이 됐지만 결국 야당으로 밀려났던 소론이 그랬던 것처럼 갑술환국 후 일부나마 정계로 돌아온 노론 역시 당파를 대표하고 이끌어야 할 당수가 정치에 뜻이 없음을 선언하며 관직을 고사하고 낙향해버린 탓도 있다.
이 기사환국으로 영의정 권대운, 좌의정 목내선, 우의정 민암, 이조판서 이현일, 호조판서 오시복, 예조판서 권유, 병조판서 목창명, 형조판서 민취도, 공조판서 유명현 등 남인이 파직되었으며, 영의정에는 남구만이, 좌의정에는 박세채가, 우의정에는 윤지완이, 이조판서에는 유상운이, 호조판서에는 이세화가, 예조판서에는 윤지선이, 병조판서에는 서문중이, 형조판서에는 박태상이, 공조판서에는 신여철이 제수되었는데 이 중 호조판서로 임명된 이세화와 공조판서로 임명된 신여철만 노론이고 나머지는 전원 소론이다.

## 원인
갑술환국의 원인은 기록이 불분명하기에 정확한 정의가 내려지고 있지 않고 의견만 분분할 뿐이다. 일설에서는 숙종이 인현왕후를 복위하기 위해 벌인 것으로 정의하지만 이는 인현왕후의 입장에서 쓰여진 소설 인현왕후전과 야사를 기반으로 한 것으로 《승정원일기》 등 정사에 기록된 사실을 순차별로 확인해 비교하면 허구임을 알 수 있다. 최근에는 숙종이 인현왕후와 희빈 장씨에 대한 애정 변화로 환국을 일으킨 것이 아니라 자신의 왕권 강화를 위해 특정한 원인이 없이 두 여인의 당파를 번갈아 기용한 것으로 해석되고 있다.

## 여파
갑술환국으로 정권을 교체한 숙종은 4월 2일, 폐인(廢人: 인현왕후)을 언급하는 자와 왕세자의 신위에 위협이 되는 발언을 하는 자는 무조건 대역죄를 묻겠다고 선포하여 왕비를 교체할 마음이 없음을 확고히 피력했다.
“거센 신하의 흉악한 잔당으로서 국본(國本: 왕세자)을 동요하는 일이 있는 자와, 폐인(廢人)【중궁(中宮)을 가리킨다.】·홍치상(弘致祥)·이사명(李師命)  등을 위하여 신구(伸救)하는 자는 역률(逆律)로 논할 것이고, 이상(李翔)을 위하여 신구하는 자는 중률(重律)로 결단할 것이다. 이 뜻을 중외(中外)에 명백히 포고하라.”— 《조선왕조실록》 숙종 26권, 20년(1694 갑술 / 청 강희(康熙) 33년) 4월 1일(무진) 5번째기사

또한, 갑술환국이 발발한 4월 1일, 남인이 대거 엄형을 받고 출척되는 상황에 민암과 오랜 친분이 있어온 장희재가 스스로 죄를 청하였으나 숙종은 편안한 마음으로 정사에 임하라며 위로하였다.
그러나 4월 11일, 숙종이 돌연 장희재에게 직권남용의 죄를 물어 삭탈관직하고 체포함과 동시에 폐비 민씨(인현왕후)의 서궁(西宮) 입처(=이사)를 길일을 고르지 말고 당장 다음날 옮기도록 할 것과 즉시 폐비 민씨의 사제에 여러 수직(=호위)을 붙이도록 하였는데, 이는 이 날에 이르러 숙종이 그녀를 복위하기로 결심했음을 증명한다. 그리고 다음날인 4월 12일, 숙종은 폐비 민씨(인현왕후)를 왕비로 복위하고, 동시에 국모가 둘일 수 없다는 조선의 국법을 들어 왕비 장씨(희빈 장씨)에게 옛 작호로 강등하라 명한다. 이 사건의 내부 사정에 대해 민진원은 그의 개인저서인 단암만록에 숙빈 최씨가 한밤 중에 숙종의 처소로 나아가 장희재가 자신을 독살하려 했던 것이 사실이라며 눈물로 호소한 것이 성공하였다고 기록했다.
인현왕후의 복위와 희빈 장씨의 강등에 대해 갑술환국을 계기로 투합했던 노론과 소론이 강경히 대립하게 되는데, 이는 노론은 인현왕후의 복위를 목적했고, 소론은 희빈 장씨를 왕비로 둔 채 인현왕후를 폐서인인 상태로 별궁에 모셔 편안한 여생을 맞기만을 목적했던 탓이다.
‘노당은 폐비를 복위시키려 하고, 소당은 폐비를 별궁(別宮)에 옮기려 한다.’ — 《조선왕조실록》 숙종 26권, 20년(1694 갑술 / 청 강희(康熙) 33년) 4월 1일(무진) 2번째기사

숙종의 복위 명령에 병조판서 서문중은 이조참판 박태상 등과 함께 사람을 모아 ‘9년·6년과, 아들이 있고 아들이 없는 것은 어느 것이 중하고 어느 것이 경한가?’라고 주장하였는데, 이는 인현왕후가 비록 희빈 장씨보다 더 오래 왕비로 있었으나 왕세자의 생모인 희빈 장씨가 더 귀하다는 뜻이다. 정원(政院)은 조정백관과 신중히 공론을 한 후에 결정지어질 때까지 명을 받들 수 없다는 거부의사를 표명했다. 인현왕후 복위가 당연하다고 주장하는 노론과 부당하다고 주장하는 소론의 격렬한 언쟁이 오가던 가운데 4월 16일에 이르러 우의정 윤지완, 공조판서 신익상, 한성부우윤 임상원, 병조참의 이유 등의 소론의 대표 인물들이 단체로 사직상소를 올리기에 이르렀는데 숙종이 갑술환국을 일으키며 중앙을 소론 중심으로 채웠던 만큼 사태가 심각했다. 이 사건은 엿새 후인 4월 17일, 영의정이자 소론 영수였던 남구만이 '이미 왕명은 내려졌고, 자식이 어미(國母)의 죄를 논하며 도로 쫓아내라 마라 의논하는 것은 도리가 아니다'고 소론을 중재하여 결국 인현왕후가 왕비로 복위하는 것으로 결론지어졌으나, 남구만이 인현왕후의 복위는 기쁘고 희빈 장씨의 강호는 슬프다고 한 표현이 노론의 비위를 거슬렀고, 이후 인현왕후 복위를 강력히 반대했던 소론 대신들을 보호하고 노론이 장희재를 제거하는 데 번번히 방해를 한 탓에 남구만 역시 노론의 당적으로 규정되고 만다.
6월 1일, 인현왕후는 새로이 즉위식을 하여 왕비로 복위할 수 있었으나, 소론의 창시자인 윤증은 옛 왕조의 좌우황후(左右皇后)의 예를 받들어 인현왕후와 희빈 장씨를 동등히 높이고 호칭하였고, 우의정 윤지완은 인현왕후와 한 식구임에도 불구하고사직서를 들고 숙종과 면담하여 희빈 장씨에게 왕후에 준하는 작위를 만들어 그녀의 지위에 합당한 예우를 올려줄 것을 청하고 수년이 넘도록 인현왕후에게 왕후의 예를 올리지 않았으며 서문중 박만정 등 소론이 연이어 희빈 장씨에게 왕후에 준하는 새로운 작위를 만들어 올릴 것을 상소하고, 공사(公事) 중에도 소론은 희빈 장씨에게 감히 후궁의 작호로 호칭할 수 없다 하여 모처(某處)라고 돌려 호칭하니, 이러한 사정은 1701년 인현왕후가 2년간의 투병 끝에 사망하여 희빈 장씨의 복위가 불가피해진 상황 속에 숙빈 최씨의 발고로 터진 무고의 옥의 배경이 되었으며, 무고의 옥은 인현왕후의 당파인 노론이 일시적으로 정권을 독점케하여 1699년을 시점으로 탕평책을 주장하던 소론 최석항 등의 중재 아래 극소수 조정에 복귀했던 남인이 기사환국 당시 희빈 장씨와 간계를 꾸며 인현왕후를 폐비시킨 역당으로 변모되어 다시 출척되고 정조가 즉위하기까지 정계에서 사라지게 되는 원인이 되었고, 희빈 장씨의 무죄 혹은 경형을 주장했고 남인에 대한 온건 정책 및 탕평책을 주장했던 소론 역시 노론에 의해 역당의 무리로 규정되어 중형을 받고 영구히 정계에서 축출될 뻔하였기에 감정이 불구대천의 원한으로 격화되었다. 이후 소론은 왕세자(경종)를 지지하고 노론은 숙빈 최씨의 아들인 연잉군(영조)을 지지하여 경쟁하게 되었으며, 이는 경종 때의 신임사화와 영조 때의 이인좌의 난, 나주벽서 사건, 토역경과투서 사건 등의 계기가 된다.

## 기타
소설 인현왕후전에선 갑술환국의 원인을 숙종이 희빈 장씨의 간악함을 견디지 못해 오랜 기간 그리워했던 인현왕후를 복위하기 위해 벌인 것이라고 묘사한다. 이문정이 쓴 수문록 역시 희빈 장씨의 요악함에 질려 기사환국 직후부터 왕후 교체를 후회해온 숙종이 희빈 장씨가 회임한 숙빈 최씨를 매질하여 죽이려는 것을 목격하고 희빈 장씨를 왕비에서 쫓아내기 위해 환국을 일으킨 것이라고 묘사되어 있다. 그러나 정사의 기록을 날짜순으로 분석하면 숙종이 인현왕후를 복위하기 위해 환국을 벌였다고 보기엔 무리가 있으며, 인현왕후의 복위를 전후하여 보인 숙종의 행적에서도 마찬가지다.

## 같이 보기
- 환국
- 예송논쟁
- 홍수의 변
- 삼복의 변
- 경신환국
- 기사환국
- 숙안공주